# Łańcuch logistyczny
Łańcuch logistyczny – to łańcuch transportowo-magazynowy, który stanowi technologiczne połączenie punktów magazynowych i przeładunkowych drogami przewozu towarów.

## Charakterystyka

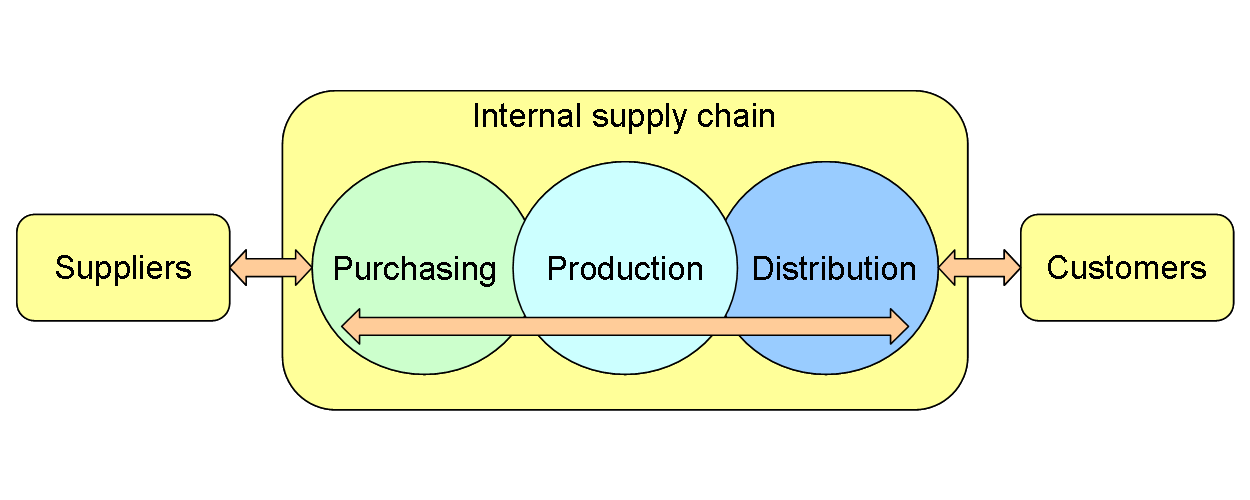
Łańcuch logistyczny

Poszczególne działania w ramach funkcjonowania łańcucha logistycznego to kolejne etapy całego procesu przepływu towarów i usług od producenta do konsumenta. Wszystkie operacje oraz procesy zamówień i polityki zapasów poszczególnych ogniw tego łańcucha są organizacyjnie i finansowo skoordynowane. W łańcuchu logistycznym możemy wskazać na istnienie kilku podstawowych procesów, m.in.:
- zarządzanie produkcją;
- zarządzanie zapasami;
- zarządzanie popytem;
- zarządzanie realizacją zamówień;
- zakupy.

Łańcuchy logistyczne jako łańcuchy dostaw, różnią się między sobą poziomem złożoności i strukturą (np. równoległa, szeregowa, rozgałęziona), jednakże możemy wyróżnić cztery podstawowe typy ogniw każdego łańcucha logistycznego:
- ogniwo pozyskania surowców – źródło wydobycia surowców;
- ogniwo dostaw surowców do łańcucha – pośrednicy sprzedaży surowców i półfabrykatów;
- ogniwo produkcji – wytwarzanie wyrobów gotowych;
- ogniwo dystrybucji – dostarczanie wyrobów gotowych do klienta.

Łańcuch logistyczny można zatem określić jako sieć logistyczną rozciągającą się pomiędzy rynkiem zaopatrzenia i zbytu, a w bardziej szczegółowym ujęciu – pomiędzy producentami, dostawcami, ogniwami handlu, przedsiębiorstwami świadczącymi usługi logistyczne i ostatecznymi odbiorcami.
Współpraca przedsiębiorstw, dostawców, odbiorców, kooperantów i innych ogniw łańcucha, umożliwia płynne przemieszczanie się nie tylko towarów, ale także informacji i środków finansowych.

## Finansowanie łańcucha dostaw
Łańcuch dostaw stanowi dla wielu firm kluczową kompetencję i źródło wysokich kosztów. W celu obniżenia tych kosztów i utrzymania płynności finansowej (cash-flow) w wielu firmach wdrażane są rozwiązania informatyczne wspierające finansowanie łańcucha dostaw. Istotą tych rozwiązań jest przejrzystość danych o zamówieniach, zakupach, płatnościach i transporcie, w celu obniżenia ryzyka finansowania zakupów. Uczestnikami takich platform są dostawcy i kupujący oraz instytucje finansowe finansujące zakupy.
Wyróżnia się trzy typy rozwiązań finansowania łańcucha dostaw.
- platformy zarządzane przez kupujących – w tej strukturze nabywca jest właścicielem i prowadzi platformę finansowania łańcucha dostaw. W Polsce takiego rozwiązania używa np. Grupa Metro poprzez swoją szwajcarską spółkę MIAG[2].
- bankowe platformy  – są zarządzana przez duże banki komercyjne dostarczają usługi rozliczeniowe i środki finansowe. W Polsce struktura ta jest używana przez kilka dużych organizacji zakupowych takich jak Carlsberg i Procter & Gamble.
- platformy wielobankowe – ta struktura oddziela podmioty, które zarządzają platformą od dostawcy finansowania, który zapewnia płynność i bierze na siebie ryzyko kredytowe. Platformy wielobankowe mają zastosowanie przy międzynarodowych transakcjach, gdy jeden bank nie jest w stanie finansować podmiotów w różnych krajach i w wielu walutach, lub ze względu na wielkość potrzeb finansowych, która nie może być spełniona przez jedną instytucję finansową. W Europie platformy wielobankowe wykorzystują m.in. Volvo i Whirlpool.